# Abduvohid Ne'matov
Abduvohid Ne'matov (Jizzax, 20 marzo 2001) è un calciatore uzbeko, di ruolo portiere.

## Carriera

### Club
Ha giocato nella prima divisione uzbeka.

## Palmarès

### Club

#### Competizioni nazionali
- Coppa d'Uzbekistan: 3

Nasaf Qarshi: 2021, 2022, 2023
- Supercoppa dell'Uzbekistan: 2

Nasaf Qarshi: 2024, 2025
- Campionato uzbeko: 1

Nasaf Qarshi: 2024